# Енгорбой
Енгорбо́й — улус в Закаменском районе Бурятии, административный центр сельского поселения «Енгорбойское».

## Название
Существуют три версии происхождения названия:
- по рассказам старожилов название улуса происходит от существа Енгорго, пугавшего людей своим страшным видом;
- название произошло от имени первого человека, начавшего обживать этот край;
- улус назвали по озеру Енхор, высохшему несколько столетий назад.

## География
Расстояние от Енгорбоя до города Улан-Удэ по автодороге — 440 км, до районного центра Закаменска — 49 км.

## Население
| 2002 | 2010 | 2012 | 2013 | 2014 | 2015 | 2016 |
| ---- | ---- | ---- | ---- | ---- | ---- | ---- |
| 674  | ↗736 | ↘729 | ↗740 | ↘716 | ↘705 | ↘675 |
| 2017 | 2018 | 2019 | 2020 | 2021 | 2023 | 2024 |
| ↘673 | ↘650 | ↘626 | ↘594 | ↘537 | ↘519 | ↘509 |

Национальный состав
Население полностью бурятское.

## Инфраструктура
- 198 дворов
- Администрация сельского поселения
- МУП «Аршан»
- Фельдшерский пункт
- Средняя общеобразовательная школа
- Дом культуры «Аялга»
- Библиотека
- Спортивный зал.

## Культура
При школе создан детский образцовый ансамбль песни и танца «Мушэхэн»

## Экономика
Жители улуса заняты в животноводстве. В окрестностях находится более 20 фермерских хозяйств.

## Пансионат «Енгорбойский аршан»
- В улусе действует известный в Бурятии пансионат «Енгорбойский аршан»[15]. Есть два термальных родника с температурой воды 28 °C и 40,5 °C.

Показания для лечения: болезни верхних дыхательных путей, опорно-двигательного аппарата, нервной и сердечно-сосудистой систем, кожные и гинекологические заболевания.
Построены 2-этажные дома c 4-х и 5-местными комнатами, столовая, баня, функционирующие в летнее время. Лечение проводится под наблюдением медперсонала. Каждое лето сюда приезжают сотни людей, желающие полечиться и отдохнуть.

## Известные люди
- Баиров, Гармажап Бальжинович — директор Джидинского вольфрамо-молибденового комбината с 1963 по 1971 год[16].